# Grammy Award du meilleur album de musique alternative
Le Grammy Award du meilleur album de musique alternative (Grammy Award for Best Alternative Music Album) est une récompense des Grammy Awards fondée en 1991 pour récompenser le meilleur album de musique alternative sur l'année écoulée.

## Lauréats
Liste des lauréats,.

### Années 1990
- 1991 : Sinéad O'Connor, I Do Not Want What I Haven't Got
- 1992 : R.E.M., Out of Time
- 1993 : Tom Waits, Bone Machine
- 1994 : U2, Zooropa
- 1995 : Green Day, Dookie
- 1996 : Nirvana, MTV Unplugged in New York
- 1997 : Beck, Odelay
- 1998 : Radiohead, OK Computer
- 1999 : Beastie Boys, Hello Nasty

### Années 2000
- 2000 : Beck, Mutations
- 2001 : Radiohead, Kid A
- 2002 : Coldplay, Parachutes
- 2003 : Coldplay, A Rush of Blood to the Head
- 2004 : The White Stripes, Elephant
- 2005 : Wilco, A Ghost Is Born
- 2006 : The White Stripes, Get Behind Me Satan
- 2007 : Gnarls Barkley, St. Elsewhere
- 2008 : The White Stripes, Icky Thump
- 2009 : Radiohead, In Rainbows

### Années 2010
- 2010 : Phoenix, Wolfgang Amadeus Phoenix
- 2011 : The Black Keys, Brothers
- 2012 : Bon Iver, Bon Iver, Bon Iver
- 2013 : Gotye, Making Mirrors
- 2014 : Vampire Weekend, Modern Vampires of the City
- 2015 : St. Vincent, St. Vincent
- 2016 : Alabama Shakes, Sound & Color
- 2017 : David Bowie, Blackstar
- 2018 : The National, Sleep Well Beast
- 2019 : Beck, Colors

### Années 2020
- 2020 : Vampire Weekend, Father of the Bride
- 2021 : Fiona Apple, Fetch the Bolt Cutters
- 2022 : St. Vincent, Daddy's Home
- 2023 : Wet Leg, Wet Leg
- 2024 : Boygenius, The Record
- 2025 : St. Vincent, All Born Screaming